# چو-برا
چو-برا!! (ژاپنی: ちゅーぶら!! هپبورن: Chū Bura!!) یک مجموعه مانگای ژاپنی که توسط یومی ناکاتا نوشته و طراحی شده‌است. این مجموعه از ژانویه ۲۰۰۷ تا آوریل ۲۰۱۱، توسط انتشارات فوتاباشا در مجله سینن مانگا کامیک های! به چاپ می‌رسید، و فصل‌های آن در هفت جلد تانکوبون جمع‌آوری شدند. یک مجموعه تلویزیونی انیمه ۱۲ قسمتی نیز بر اساس نسخه مانگا به‌وسیلهٔ استودیو زکوشیزو دستمایه اقتباس قرار گرفت، که از ژانویه تا مارس ۲۰۱۰ در ای‌تی-ایکس پخش گردید.

## داستان
نایو هایاما، یک دختر مقطع راهنمایی، در اولین روز ورود به مدرسه با پوشیدن یک شورت توری سیاه همکلاسی‌های خود را متعجب کرد. او که به این نوع لباس‌های زیر بسیار علاقه داشت، با آزمایش کردن محصولات جدید، دارای بینش گسترده‌ای در این زمینه بود که هر کس بهتر است چه نوع لباس زیری به تن داشته باشند. نایو سعی دارد این نوع لباس‌های زیر را در مدرسه گسترش بدهد و با توسعه و بازگشایی باشگاه لباس زیر زنانه، به دخترهای دیگر کمک کند.